# Slaget vid Benevento
Slaget vid Benevento ägde rum den 26 februari 1266 mellan trupper lojala med Manfred av Sicilien och trupper lojala med Karl av Anjou.
Efter den tysk-romerske kejsaren Fredrik II:s död 1250 blev hans oäkta son Manfred kung över Syditalien och Sicilien. Liksom Fredrik använde Manfred dessa områden som maktbas varifrån han utmanade påvens inflytande i Italien. År 1264 slog påven Urban IV tillbaka genom att erbjuda Siciliens krona åt Karl av Anjou, bror till den franske kungen Ludvig IX. Kung Ludvig ställde upp med medel så att Karl kunde mobilisera en armé. Vintern 1265-1266 landsteg Karl i Rom och förde sin här söderut tills han mötte Manfreds trupper på en slätt utanför Benevento. 
Manfred inledde slaget genom att skicka fram tusentals saracenska bågskyttar som skärmytslare. Utsatta för en störtskur av pilar slog det franska infanteriet till oordnad reträtt. Den främsta avdelningen av franska riddare svarade med att göra ett utfall mot saracenerna, som snabbt skingrades. Därpå företog ett antal tyska riddare ett anfall med fällda lansar mot det kavalleriet. När allt fler riddare galopperade in i stridens mitt förvandlades slaget till en gigantisk närkamp och utkämpades på så nära håll att de saracenska bågskyttarna inte kunde skjuta. Fransmännen skapade kaos genom att angripa motståndarnas hästar istället för de tungt bepansrade ryttarna. I ett kritiskt ögonblick befallde Manfred sina reserver att anfalla, men många av dem svek honom och red bort från slagfältet. Trots detta genomförde Manfred nu ett anfall och försvann i massan av svängande, huggande riddare. Efter hand övermannades hans trupper och nedgjordes. Manfred själv stupade i striden.